# كوشم
كوشم (بالألمانية: Cochem) هي بلدة ألمانية تقع في ألمانيا في راينلند بالاتينات.  يقدر عدد سكانها بـ 5,116 نسمة .

## معرض صور

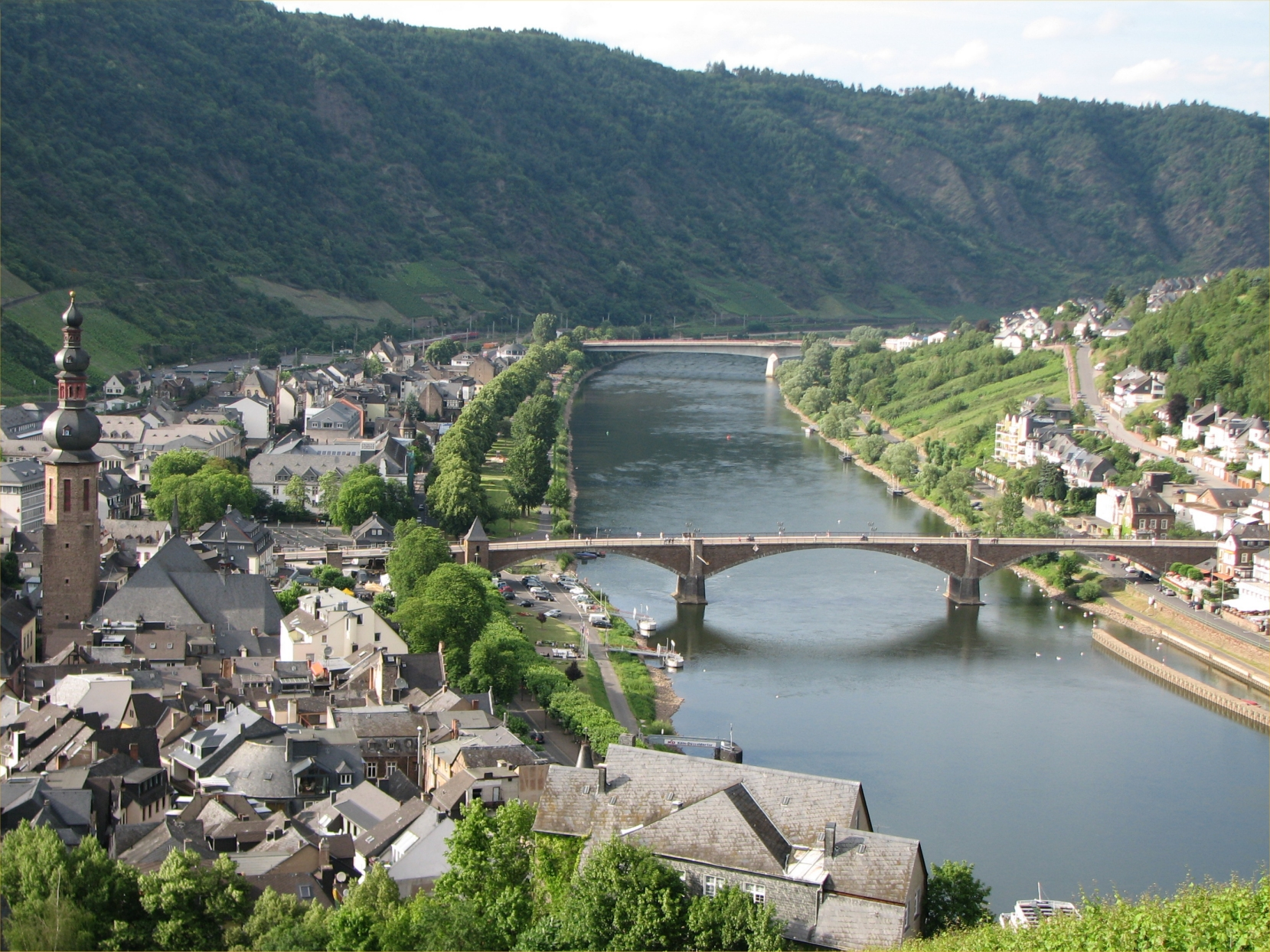
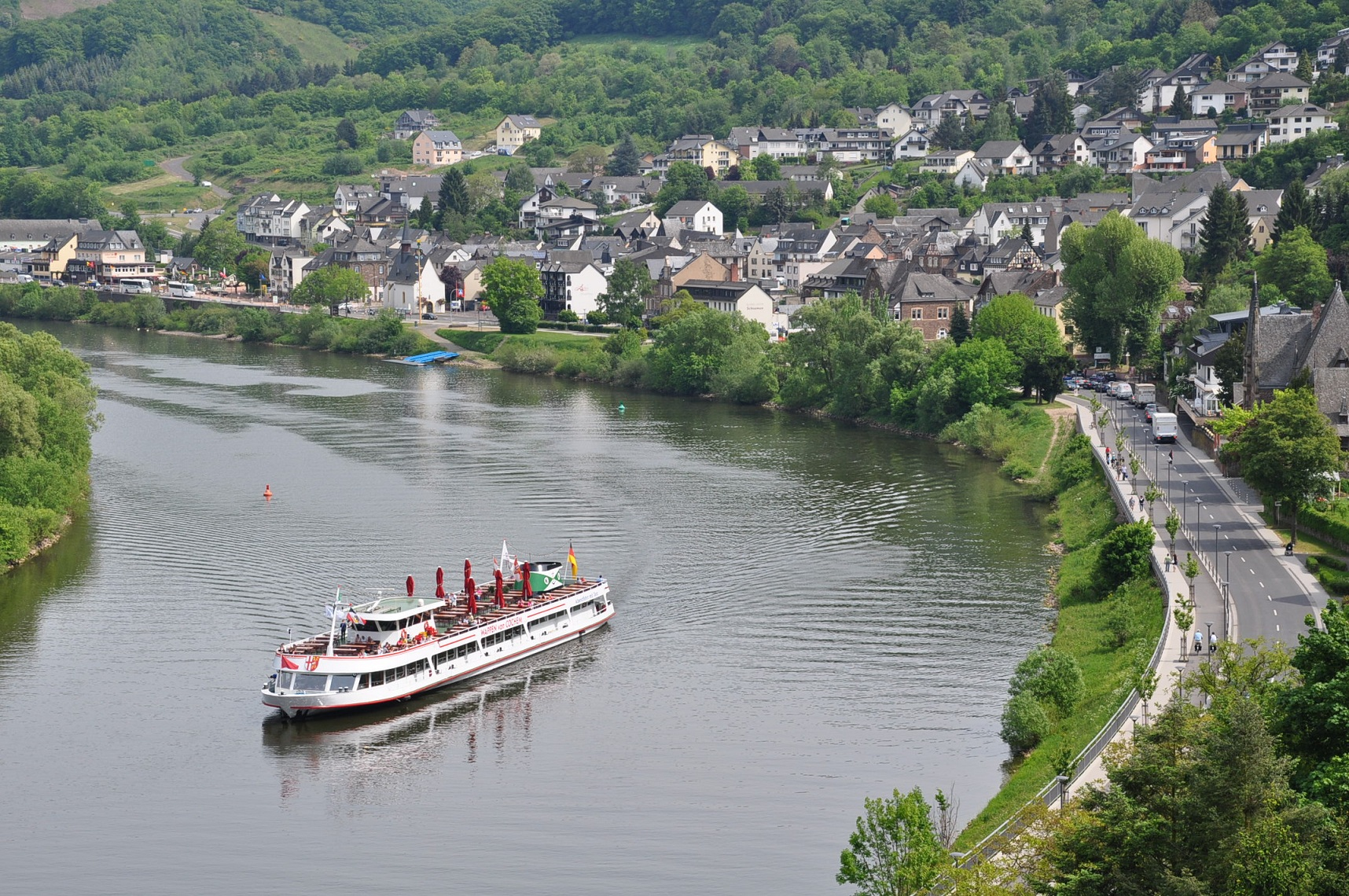
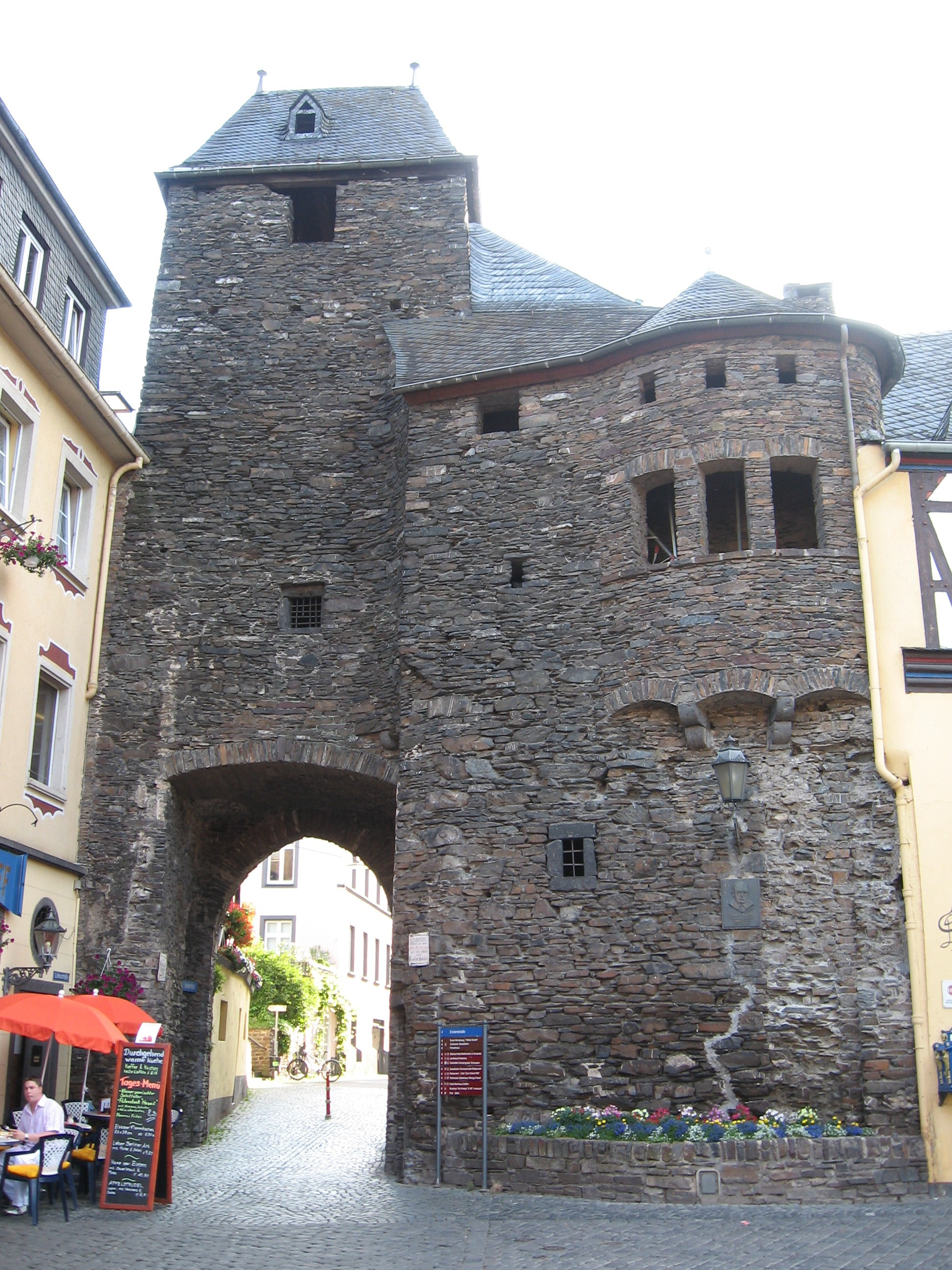
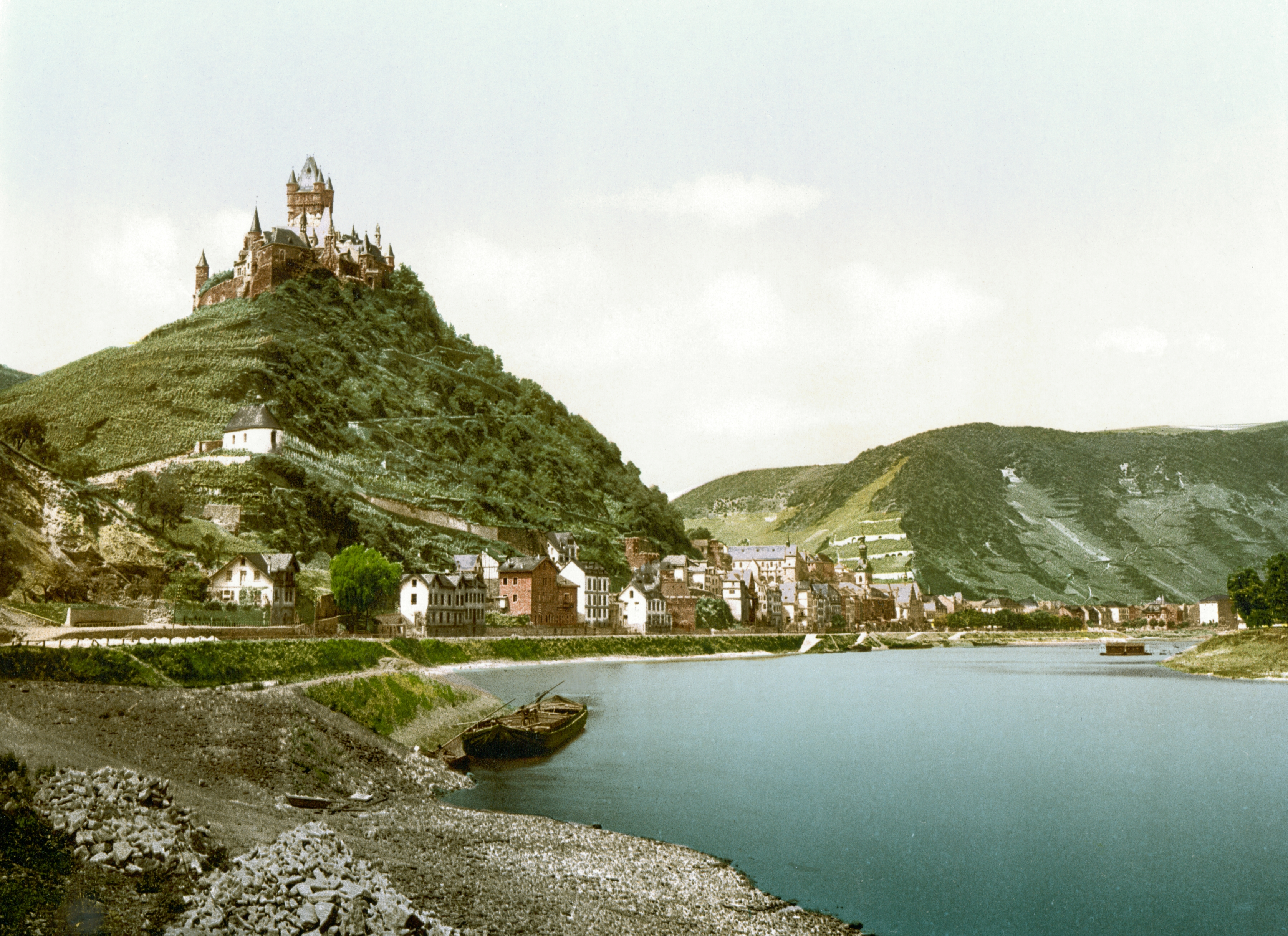
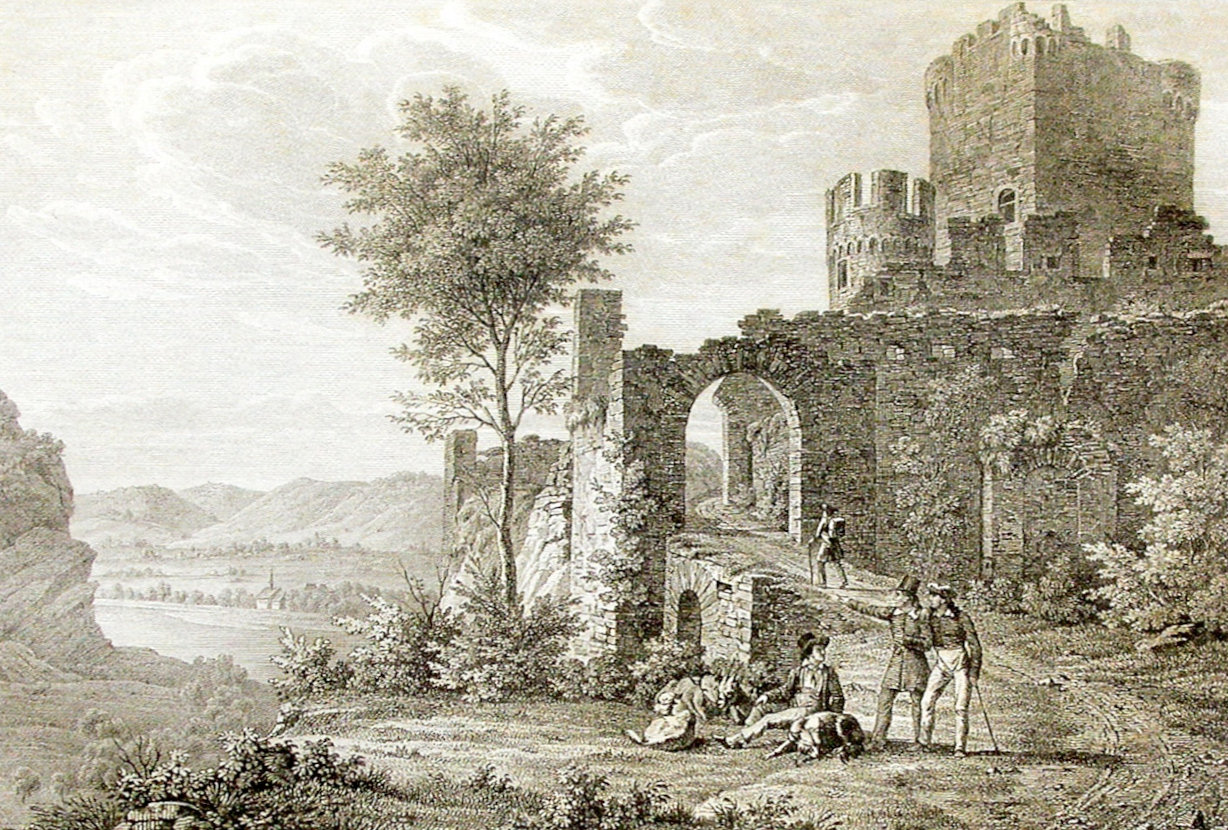

## توأمة
لكوشم اتفاقيات توأمة مع:
- أفالون

## أعلام
- باربرا كيمب
- رودلف شتاينبرغ